# Plomelin
Plomelin (bret. Ploveilh) – miejscowość i gmina we Francji, w regionie Bretania, w departamencie Finistère.
Według danych na rok 1990 gminę zamieszkiwało 3870 osób, a gęstość zaludnienia wynosiła 148 osób/km² (wśród 1269 gmin Bretanii Plomelin plasuje się na 123. miejscu pod względem liczby ludności, natomiast pod względem powierzchni na miejscu 351.).